# Ladislau-Ștefan Pillich
Ladislau Ștefan Pillich (n. 21 august 1951) a fost  un deputat român în legislatura 1990-1992, ales în județul Cluj pe listele partidului UDMR., În cadrul activității sale parlamentare, Ladislau Pillich a fost membru în grupurile parlamentare de prietenie cu Belgia și Ungaria. 

## Publicații
- Városom évgyűrűi (sociologia Clujului), Editura Kriterion, București, 1985.
- Láda a pincében (nuvele și schițe), Editura Kriterion, București, 1987.
- Leírtam életem... coeditor (scrieri autobiografice populare), Editura Kriterion, București, 1987.